# Encruphion porrima
Encruphion porrima är en fjärilsart som beskrevs av William Schaus 1914. Encruphion porrima ingår i släktet Encruphion och familjen nattflyn. Inga underarter finns listade i Catalogue of Life.